# Єленов Жлеб
Єленов Жлеб (словен. Jelenov Žleb) — поселення в общині Рибниця, регіон Південно-Східна Словенія, Словенія.